# محمد عبد الله المري
محمد بن عبدالله الأسود المري ,شاعر وأديب قطري كبير توفي في عام 2002 ويعتبر من الشعراء العمالقة في البادية القطرية.

## نشأته
ولد محمد في منطقة النخش غرب الكرعانة وكان ذلك في سنة 1958م درس الابتدائية في روضة راشد، والاعدادية في الريان القديم، وأتم دراسته الثانوية (نظام الصفين)
في مدينة أبوظبي.
بدأ حياته العملية باكرا حيث عمل بوكالة الأنباء القطرية ثم انتقل إلى تلفزيون قطر وتدرج في سلمه الوظيفي إلى أن شغل منصب رئيس قسم الأدب والتراث الشعبي.

## من قصائدة
```
 رمشك اللي سابحٍ فوق الخدود

 
 فيه للعشَاق ياغادة ظنى

نزلي الشيلة إلى فوق النهود

 
 لا تضيع الناس في ذاك الهنا

الجمال بصورتك فاق الحدود

 
 يخلف العاقل بعمره ما بنا

 الوجود بدونها ماهو وجود

 
 صورتك يضحك لها ثغر المنى

 فالنجوم بعنقك الأدمي عقود

 
 والقمر في خَدك الندَ انحنى

لحفَي بستان صدرك يا عنود

 
 مانعرف الورد من ذاك الجنا

الآوادم بين معطي ومحسود

 
 لا تزيدي في عنا الفقري عنا

فالفقارى مايعرفون الورود

 
 ياكلون الورد وأولهم أنا
```

## مؤلفاته
- شظايا شوق..ديوان نبطي
- الأمثال الشعبية في البيئة القطرية....بحث على شكل كتاب
- نهج العيون..ديوان نبطي
- زمان الصمت..ديوان خاص بالقضايا العربية

## وصلات خارجية
مقطع فيديو من قصيدة الحلم للشاعر على يوتيوب